# Asilus nigribarbis
Asilus nigribarbis là một loài ruồi trong họ Asilidae. Asilus nigribarbis được Macquart miêu tả năm 1846. Loài này phân bố ở vùng nhiệt đới châu Phi.